# 苏桥乡
苏桥乡，是中华人民共和国江西省上饶市万年县下辖的一个乡镇级行政单位。

## 行政区划
苏桥乡下辖以下地区：
当下村、麻畲村、杨芳村、射林村、畈民村、烧桥村、苏桥村、吴林村、下门村、虞坊村、夹罗村、岗上村、合田村、杨桥村和金川村。